# خيسوس غونزاليس أورتيغا
خيسوس غونزاليس أورتيغا (بالإسبانية: Jesús González Ortega)‏ هو سياسي مكسيكي، ولد في 20 يناير 1822، وتوفي في 28 فبراير 1881. انتخب عضو مجلس النواب المكسيك.